# Lista de monarcas da Birmânia
Esta é uma lista dos monarcas da Birmânia (Myanmar), cobrindo os monarcas de todos os principais reinos que existiram na Birmânia, atual Myanmar. Embora a tradição da crônica birmanesa afirme que várias monarquias da Birmânia (mons, birmanes, arracanês), começaram no século IX a.C., os dados historicamente verificados datam apenas de 1044 d.C. por ocasião da ascensão ao trono de Anawrahta de Pagã. Quanto mais distantes os dados estiverem de 1044, menos verificáveis eles serão. Por exemplo, a fundação da cidade de Pagã (Bagã) no século IX é verificável, embora a precisão da data real, relatada nas Crônicas como 849, permaneça questionável, mas a fundação da dinastia de Pagã, dada como sendo no século II, não é.
As datas de reinado seguem as últimas datas disponíveis conforme discutido em cada seção.

## Primeiros reinos
Os monarcas deste período são, em sua maioria, lendários, e nenhum é atestado.

## Pagã(849–1297)

### Pagã primitivo (até 1044)
Abaixo está uma lista parcial dos primeiros reis de Pagã, conforme relatado pelas quatro principais crônicas. Antes de Anawrahta, a evidência de inscrição existe até agora apenas para Nyaung-u Sawrahan e Kunhsaw Kyaunghpyu. A lista começa em Pyinbya, o fortificador de Pagã (Bagã) de acordo com Hmannan. A Zatadawbon Yazawin é considerada a crônica mais precisa para o período de Pagã.
| Nome               | Relatado na Zatadawbon Yazawin | Relatado na Maha Yazawin | Relatado na Yazawin Thit e Hmannan Yazawin | Relação com o(s) antecessor(es) |
| ------------------ | ------------------------------ | ------------------------ | ------------------------------------------ | ------------------------------- |
| Pyinbya            | 846–886                        | 846–858                  | 846–878                                    | Irmão                           |
| Tannet             | 886–904                        | 858–876                  | 878–906                                    | Filho                           |
| Sale Ngahkwe       | 904–934                        | 876–901                  | 906–915                                    | Usurpador                       |
| Theinhko           | 934–956                        | 901–917                  | 915–931                                    | Filho                           |
| Nyaung-u Sawrahan  | 956–1001                       | 917–950                  | 931–964                                    | Usurpador                       |
| Kunhsaw Kyaunghpyu | 1001–1021                      | 950–971                  | 964–986                                    | Filho de Tannet                 |
| Kyiso              | 1021–1038                      | 971–977                  | 986–992                                    | Filho de Nyaung-u Sawrahan      |
| Sokkate            | 1038–1044                      | 977–1002                 | 992–1017                                   | Irmão                           |

### Império de Pagã
A lista geralmente segue a ordem relatada pela crônica e as datas de reinado. Gordon Luce não reconhece Naratheinkha e propõe um interregno de nove anos entre 1165 e 1174. Mas a lacuna de Luce foi rigorosamente questionada. Além disso, Luce propõe que Naratheinga Uzana foi rei entre 1231 e 1235, mas também não é universalmente aceito.
| Nome                             | Imagem | Reinou de            | Reinou até             | Relação com o(s) antecessor(es) |
| -------------------------------- | ------ | -------------------- | ---------------------- | ------------------------------- |
| Anawrahta                        |        | 11 de agosto de 1044 | 11 de abril de 1077    | Filho de Kunhsaw Kyaunghpyu     |
| Sawlu                            |        | 11 de abril de 1077  | c. 21 de abril de 1084 | Filho                           |
| Kyansittha                       |        | 21 de abril de 1084  | 1112/13                | Meio-irmão                      |
| Sithu I                          |        | 1112/13              | 1167                   | Neto                            |
| Narathu                          |        | 1167                 | c. fevereiro de 1171   | Filho                           |
| Naratheinkha                     |        | c. fevereiro de 1171 | maio de 1174           | Filho                           |
| Sithu II                         |        | maio de 1174         | 18 de agosto de 1211   | Irmão                           |
| Htilominlo                       |        | 18 de agosto de 1211 | 19 de julho de 1235    | Filho                           |
| Naratheinga Uzana (como regente) |        | c. 1231?/35          | 19 de julho de 1235    | Filho                           |
| Kyaswa                           |        | 19 de julho de 1235  | c. maio de 1251        | Filho de Htilominlo             |
| Uzana                            |        | c. maio de 1251      | c. 6 de maio de 1256   | Filho                           |
| Narathihapate                    |        | 6 de maio de 1256    | 1 de julho de 1287     | Filho                           |
| Interregno (1287–1289)           |        |                      |                        |                                 |
| Kyawswa                          |        | 30 de maio de 1289   | 17 de dezembro de 1297 | Filho                           |

## Reinos menores

### Myinsaing (1297–1313)
Todas as principais crônicas anteriores a Hmannan Yazawin dizem que a corregência terminou em 674 ME (1312/1313), mas a Hmannan diz que terminou em 672 ME (1310/1311). Evidências de inscrições mostram que o primeiro irmão morreu em 13 de abril de 1310, mas o segundo irmão ainda estava vivo.
| Nome                             | Imagem | Reinou de              | Reinou até                   | Relação com o(s) antecessor(es)  |
| -------------------------------- | ------ | ---------------------- | ---------------------------- | -------------------------------- |
| Athinkhaya Yazathingyan Thihathu |        | 17 de dezembro de 1297 | 13 de abril de 1310          | Fundadores, irmãos e corregentes |
| Yazathingyan Thihathu            |        | 13 de abril de 1310    | antes 7 de fevereiro de 1313 | Cogovernantes                    |

### Pinya (1313–1364)
A maioria das datas abaixo são de Than Tun e Gordon Luce, que verificaram as datas relatadas na crônica com inscrições. Myinsaing Sithu não aparece em nenhuma das crônicas.
| Nome                            | Imagem | Reinou de              | Reinou até             | Relação com o(s) antecessor(es)                     |
| ------------------------------- | ------ | ---------------------- | ---------------------- | --------------------------------------------------- |
| Thihathu                        |        | 7 de fevereiro de 1313 | c. fevereiro de 1325   | Irmão de Athinkhaya e Yazathingyan                  |
| Uzana I                         |        | c. fevereiro de 1325   | 1 de setembro de 1340  | Filho adotado de Thihathu; filho de Kyawswa de Pagã |
| Sithu (como regente)            |        | 1 de setembro de 1340  | 29 de março de 1344    | Tio materno?                                        |
| Kyawswa I (Thihathu II)         |        | 29 de março de 1344    | 12 de dezembro de 1350 | Sobrinho e genro                                    |
| Kyawswa II                      |        | 12 de dezembro de 1350 | 19 de março de 1359    | Filho                                               |
| Narathu de Pinya (Thihathu III) |        | 19 de março de 1359    | junho de 1364          | Irmão                                               |
| Uzana II                        |        | junho de 1364          | setembro de 1364       | Irmão                                               |

### Sagaing (1315–1364)
| Nome               | Imagem | Reinou de               | Reinou até              | Relação com o(s) antecessor(es) |
| ------------------ | ------ | ----------------------- | ----------------------- | ------------------------------- |
| Saw Yun            |        | 15 de maio de 1315      | 5 de fevereiro de 1327  | Filho de Thihathu               |
| Tarabya I          |        | 5 de fevereiro de 1327  | 1335/1336               | Meio-irmão por parte de mãe     |
| Shwetaungtet       |        | 1335/36                 | c. agosto de 1339       | Filho                           |
| Kyaswa de Sagaing  |        | c. agosto de 1339       | c. março de 1349        | Filho de Saw Yun                |
| Nawrahta Minye     |        | c. abril de 1349        | c. novembro de 1349     | Irmão                           |
| Tarabya II         |        | c. novembro de 1349     | 23 de fevereiro de 1352 | Irmão                           |
| Minbyauk Thihapate |        | 23 de fevereiro de 1352 | abril de 1364           | Cunhado                         |

### Ava(1364–1555)
Diferentes crônicas birmanesas fornecem datas semelhantes, mas não idênticas, para as datas de reinado do período Ava. A tabela a seguir segue em grande parte as datas dadas em Hmannan Yazawin e a tabela de datas de reinado dadas em (Maha Yazawin Vol. 2 2006: 352–355). As datas de reinado de G.E. Harvey (Harvey 1925: 366) em sua maior parte estão erradas por um ano (um ano depois) do que a crônica e as datas verificadas por inscrições.
| Nome               | Imagem | Reinou de              | Reinou até               | Relação com o(s) antecessor(es)                                         |
| ------------------ | ------ | ---------------------- | ------------------------ | ----------------------------------------------------------------------- |
| Thado Minbya       |        | abril de 1364          | c. 3 de setembro de 1367 | Neto de Saw Yun                                                         |
| Swa Saw Ke         |        | 5 de setembro de 1367  | abril de 1400            | Neto de Kyawswa de Pagã e sobrinho-neto de Thihathu                     |
| Tarabya            |        | abril de 1400          | c. novembro de 1400      | Filho                                                                   |
| Minkhaung I        |        | 25 de novembro de 1400 | c. outubro de 1421       | Meio-irmão                                                              |
| Thihathu           |        | c. outubro de 1421     | agosto de 1425           | Filho                                                                   |
| Min Hla            |        | agosto de 1425         | novembro de 1425         | Filho                                                                   |
| Kale Kye-Taung Nyo |        | 9 de novembro de 1425  | 16 de maio de 1426       | Tio                                                                     |
| Mohnyin Thado      |        | 16 de maio de 1426     | abril de 1439            | Descendente de Kyawswa I de Pinya, fundador da dinastia Mohnyin (မိုးညှင်းဆက်) |
| Minye Kyawswa I    |        | 26 de abril de 1439    | janeiro de 1442          | Filho                                                                   |
| Narapati I         |        | 11 de março de 1442    | 24 de julho de 1468      | Irmão                                                                   |
| Thihathura I       |        | 24 de julho de 1468    | c. agosto de 1480        | Filho                                                                   |
| Minkhaung II       |        | c. agosto de 1480      | 7 abril de 1501          | Filho                                                                   |
| Thihathura II      |        | 1485                   | 4 de março de 1501       | Filho cogovernante durante o reinado de Minkhaung II                    |
| Narapati II        |        | 7 de abril de 1501     | 14 de março de 1527      | Filho de Minkhaung II                                                   |
| Thohanbwa          |        | 14 de março de 1527    | maio de 1542             | Filho de Sawlon I de Mohnyin                                            |
| Hkonmaing          |        | junho de 1542          | c. setembro de 1545      | Saopha de Thibaw                                                        |
| Narapati III       |        | c. setembro de 1545    | c. outubro de 1551       | Filho                                                                   |
| Narapati IV        |        | c. outubro de 1551     | 22 de janeiro de 1555    | Governador de Salin e vice-rei de Sagaingue                             |

### Hanthawaddy (1287–1539, 1550–1552)
| Nome                       | Imagem | Reinou de              | Reinou até               | Relação com o(s) antecessor(es)               |
| -------------------------- | ------ | ---------------------- | ------------------------ | --------------------------------------------- |
| Wareru                     |        | 30 de janeiro de 1287  | c. 14 de janeiro de 1307 | Fundador                                      |
| Hkun Law                   |        | 28 de janeiro de 1307  | março de 1311            | Irmão                                         |
| Saw O                      |        | 10 de abril de 1311    | setembro de 1323         | Sobrinho                                      |
| Saw Zein                   |        | 28 de setembro de 1323 | c. abril de 1330         | Irmão                                         |
| Zein Pun                   |        | c. abril de 1330       | c. abril de 1330         | Usurpador                                     |
| Saw E                      |        | c. abril de 1330       | c. junho de 1330         | Sobrinho de Saw Zein                          |
| Binnya E Law               |        | c. junho de 1330       | 1348                     | Tio; filho de Hkun Law                        |
| Binnya U                   |        | 1348                   | 2 de janeiro de 1384     | Sobrinho; filho de Saw Zein                   |
| Maha Dewi (como regente)   |        | 28 de outubro de 1383  | 4 de janeiro de 1384     | Irmã                                          |
| Razadarit                  |        | 4 de janeiro de 1384   | c. dezembro de 1421      | Filho de Binnya U; filho adotado de Maha Dewi |
| Binnya Dhammaraza          |        | 29 de dezembro de 1421 | 1424                     | Filho                                         |
| Binnya Ran I               |        | 1424                   | c. setembro de 1446      | Irmão                                         |
| Binnya Waru                |        | c. setembro de 1446    | 30 de maio de 1451       | Sobrinho                                      |
| Binnya Kyan                |        | 30 de maio de 1451     | c. junho de 1453         | Primo; filho de Binnya Dhamaraza              |
| Leik Munhtaw               |        | c. junho de 1453       | c. janeiro de 1454       | Primo; filho de Binnya Ran                    |
| Shin Sawbu                 |        | c. janeiro de 1454     | 1471                     | Tia; filha de Razadarit                       |
| Dhammazedi                 |        | 1471                   | 1492                     | Genro                                         |
| Binnya Ran II              |        | 1492                   | 1526                     | Filho                                         |
| Taka Yut Pi                |        | 1526                   | c. janeiro de 1539       | Filho                                         |
| Governo Taungû (1539–1550) |        |                        |                          |                                               |
| Smim Sawhtut               |        | junho de 1550          | agosto de 1550           | Requerente ao trono                           |
| Smim Htaw                  |        | agosto de 1550         | 12 de março de 1552      | Irmão de Taka Yut Pi                          |

### Mrauk-U (1429–1785)
As datas do reinado são de acordo com a crônica arracanesa Rakhine Razawin Thit (Sandamala Linkara Vol. 2 1931), convertida em datas ocidentais usando (Eade 1989). As datas convertidas após 1582 estão no calendário gregoriano. (Algumas crônicas arracanesas afirmam a fundação do reino um ano depois, 1430. Além disso, o fim do reino é dado pelos registros birmaneses, 2 de janeiro de 1785. Os registros arracaneses dão um dia antes, 1 de janeiro de 1785.)
| Nome                | Imagem | Reinou de              | Reinou até             | Relação com o(s) antecessor(es) |
| ------------------- | ------ | ---------------------- | ---------------------- | ------------------------------- |
| Saw Mon             |        | 18 de abril de 1429    | 9 de maio de 1433      | Fundador                        |
| Khayi               |        | 9 de maio de 1433      | c. janeiro de 1459     | Irmão                           |
| Ba Saw Phyu         |        | c. janeiro de 1459     | 5 de agosto de 1482    | Filho                           |
| Dawlya              |        | 5 de agosto de 1482    | c. fevereiro de 1492   | Filho                           |
| Ba Saw Nyo          |        | c. fevereiro de 1492   | c. janeiro de 1494     | Tio, filho de Khayi             |
| Ran Aung            |        | c. janeiro de 1494     | c. julho de 1494       | Sobrinho, filho de Dawlya       |
| Salingathu          |        | c. julho de 1494       | fevereiro de 1502      | Tio por parte de mãe            |
| Raza                |        | fevereiro de 1502      | c. novembro de 1513    | Filho                           |
| Gazapati            |        | c. novembro de 1513    | janeiro de 1515        | Filho                           |
| Saw O               |        | janeiro de 1515        | julho de 1515          | Tio-avô; irmão de Salingathu    |
| Thazata             |        | julho de 1515          | c. abril de 1521       | Filho de Dawlya                 |
| Minkhaung           |        | c. abril de 1521       | 27 de maio de 1531     | Irmão                           |
| Min Bin             |        | 27 de maio de 1531     | 11 de janeiro de 1554  | Filho de Min Raza               |
| Dikkha              |        | 11 de janeiro de 1554  | 6 de março de 1556     | Filho                           |
| Saw Hla             |        | 6 de março de 1556     | 24 de julho de 1564    | Filho                           |
| Sekkya              |        | 24 de julho de 1564    | 7 de fevereiro de 1572 | Irmão                           |
| Phalaung            |        | 7 de fevereiro de 1572 | 4 de julho de 1593     | Filho de Min Bin                |
| Raza Gyi            |        | 4 de julho de 1593     | 4 de julho de 1612     | Filho                           |
| Khamaung            |        | 4 de julho de 1612     | 14 de maio de 1622     | Filho                           |
| Thiri Thudhamma     |        | 14 de maio de 1622     | 29 de maio de 1638     | Filho                           |
| Sanay               |        | 29 de maio de 1638     | 17 de junho de 1638    | Filho                           |
| Narapati            |        | 17 de junho de 1638    | 13 de dezembro de 1645 | Bisneto de Min Bin              |
| Thado               |        | 13 de dezembro de 1645 | c. maio de 1652        | Filho                           |
| Sanda Thudhamma     |        | c. maio de 1652        | 11 de junho de 1674    | Filho                           |
| Thiri Thuriya       |        | 11 de junho de 1674    | 16 de abril de 1685    | Filho                           |
| Wara Dhammaraza     |        | 16 de abril de 1685    | 20 de junho de 1692    | Irmão                           |
| Muni Thudhammaraza  |        | 20 de junho de 1692    | 20 de dezembro de 1694 | Irmão mais velho                |
| Sanda Thuriya I     |        | 20 de dezembro de 1694 | 4 de agosto de 1696    | Irmão                           |
| Nawrahta            |        | 4 de agosto de 1696    | 18 de agosto de 1696   | Filho                           |
| Mayuppiya           |        | 18 de agosto de 1696   | 13 de maio de 1697     | Usurpador                       |
| Kalamandat          |        | 16 de maio de 1697     | 5 de junho de 1698     | Usurpador                       |
| Naradipati I        |        | 5 de junho de 1698     | 17 de junho de 1700    | Filho de Sanda Thuriya          |
| Sanda Wimala I      |        | 18 de junho de 1700    | 30 de março de 1707    | Bisneto de Thado                |
| Sanda Thuriya II    |        | 3 de abril de 1707     | setembro de 1710       | Bisneto de Sanda Thudhamma      |
| Interregno ~2 meses |        |                        |                        |                                 |
| Sanda Wizaya I      |        | novembro de 1710       | abril de 1731          | Usurpador                       |
| Sanda Thuriya III   |        | abril de 1731          | 1734                   | Genro                           |
| Naradipati II       |        | 1734                   | 1735                   | Filho                           |
| Narapawara          |        | 1735                   | setembro de 1737       | Usurpador                       |
| Sanda Wizaya II     |        | setembro de 1737       | 25 de março de 1738    | Primo                           |
| Madarit             |        | 28 de março de 1738    | 6 de fevereiro de 1743 | Irmão                           |
| Nara Apaya          |        | 6 de fevereiro de 1743 | 28 de outubro de 1761  | Tio                             |
| Thirithu            |        | 28 de outubro de 1761  | 3 de fevereiro de 1762 | Filho                           |
| Sanda Parama        |        | 3 de fevereiro de 1762 | 1 de maio de 1764      | Irmão                           |
| Apaya               |        | 1 de maio de 1764      | 17 de janeiro de 1774  | Cunhado                         |
| Sanda Thumana       |        | 17 de janeiro de 1774  | 5 de maio de1777       | Cunhado                         |
| Sanda Wimala II     |        | 6 de maio de 1777      | 5 de junho de 1777     | Usurpador                       |
| Sanda Thaditha      |        | 5 de junho de 1777     | 1 de dezembro de 1782  | Usurpador                       |
| Maha Thammada       |        | 2 de dezembro de 1782  | 2 de janeiro de 1785   | Usurpador                       |

### Prome (1482–1542)
| Nome         | Imagem | Reinou de           | Reinou até          | Relação com o(s) antecessor(es) |
| ------------ | ------ | ------------------- | ------------------- | ------------------------------- |
| Thado Minsaw |        | 1482                | fevereiro de 1527   | Filho de Narapati I de Ava      |
| Bayin Htwe   |        | fevereiro de 1527   | c. dezembro de 1532 | Filho                           |
| Narapati     |        | c. dezembro de 1532 | fevereiro de 1539   | Filho                           |
| Minkhaung    |        | fevereiro de 1539   | 19 de maio de 1542  | Irmão                           |

## Taungû(1510–1752)
O seguinte é baseado nas datas de reinado no calendário birmanês dado nas crônicas de Maha Yazawin e Hmannan Yazawin. (As datas convertidas após 1582 estão no calendário gregoriano. Alguns livros, por exemplo, Ordens Reais da Birmânia de Than Tun (1983-1990), usam datas julianas de estilo antigo para todo o período Taungû.)
| Nome                  | Imagem | Reinou de               | Reinou até              | Relação com o(s) antecessor(es)    |
| --------------------- | ------ | ----------------------- | ----------------------- | ---------------------------------- |
| Mingyi Nyo            |        | 16 de outubro de 1510   | 24 de novembro de 1530  | Fundador                           |
| Tabinshwehti          |        | 24 de novembro de 1530  | 30 de abril de 1550     | Filho                              |
| Bayinnaung            |        | 30 de abril de 1550     | 10 de outubro de 1581   | Cunhado                            |
| Nanda                 |        | 10 de outubro de 1581   | 19 de dezembro de 1599  | Filho; sobrinho de Tabinshwehti    |
| Nyaungyan             |        | 19 de dezembro de 1599  | 5 de novembro de 1605   | Meio-irmão                         |
| Anaukpetlun           |        | 5 de novembro de 1605   | 9 de julho de 1628      | Filho                              |
| Minye Deibba          |        | 9 de julho de 1628      | 19 de agosto de 1629    | Filho                              |
| Thalun                |        | 19 de agosto de 1629    | 27 de agosto de 1648    | Tio                                |
| Pindale               |        | 27 de agosto de 1648    | 3 de junho de 1661      | Filho                              |
| Pye                   |        | 3 de junho de 1661      | 14 de abril de 1672     | Irmão                              |
| Narawara              |        | 14 de abril de 1672     | 27 de fevereiro de 1673 | Filho                              |
| Minye Kyawhtin        |        | 27 de fevereiro de 1673 | 4 de maio de 1698       | Irmão distante; neto do rei Thalun |
| Sanay                 |        | 4 de maio de 1698       | 22 de agosto de 1714    | Filho                              |
| Taninganway           |        | 22 de agosto de 1714    | 14 de novembro de 1733  | Filho                              |
| Mahadhammaraza Dipadi |        | 14 de novembro de 1733  | 22 de março de 1752     | Filho                              |

## Reino Restaurado de Hanthawaddy(1740–1757)
| Nome                 | Imagem | Reinou de             | Reinou até        | Relação com o(s) antecessor(es) |
| -------------------- | ------ | --------------------- | ----------------- | ------------------------------- |
| Smim Htaw Buddhaketi |        | 8 de dezembro de 1740 | janeiro de 1747   | Primo de Mahadhammaraza Dipadi  |
| Binnya Dala          |        | janeiro de 1747       | 6 de maio de 1757 | Genro                           |

## Konbaung(1752–1885)
| Nome        | Imagem | Reinou de               | Reinou até              | Relação com o(s) antecessor(es)                               |
| ----------- | ------ | ----------------------- | ----------------------- | ------------------------------------------------------------- |
| Alaungpaya  |        | 29 de fevereiro de 1752 | 11 de maio de 1760      | Fundador                                                      |
| Naungdawgyi |        | 11 de maio de 1760      | 28 de novembro de 1763  | Filho mais velho de Alaungpaya                                |
| Hsinbyushin |        | 28 de novembro de 1763  | 10 de junho de 1776     | Irmão de Naungdawgyi e segundo filho mais velho de Alaungpaya |
| Singu       |        | 10 de junho de 1776     | 6 de fevereiro de 1782  | Filho de Hsinbyushin                                          |
| Phaungka    |        | 6 de fevereiro de 1782  | 11 de fevereiro de 1782 | Filho de Naungdawgyi e primo-irmão de Singu                   |
| Bodawpaya   |        | 11 de fevereiro de 1782 | 5 de junho de 1819      | Tio; quarto filho de Alaungpaya                               |
| Bagyidaw    |        | 5 de junho de 1819      | 15 de abril de 1837     | Neto de Bodawpaya                                             |
| Tharrawaddy |        | 15 de abril de 1837     | 17 de novembro de 1846  | Irmão de Bagyidaw e neto de Bodawpaya                         |
| Pagan       |        | 17 de novembro de 1846  | 18 de fevereiro de 1853 | Filho de Tharrawaddy Min                                      |
| Mindon      |        | 18 de fevereiro de 1853 | 1 de outubro de 1878    | Meio-irmão de Pagan Min (filho de Tharrawaddy Min)            |
| Thibaw      |        | 1 de outubro de 1878    | 29 de novembro de 1885  | Filho de Mindon Min                                           |

## Pretendentes ao trono birmanês desde 1885

### Dinastia Konbaung
- Rei Thibaw (1885–1916)
- Princesa Myat Phaya Lat (1916–1956)
- Príncipe Taw Phaya (1956–2019) (genro de Myat Phaya Lat)
- Richard Taw Phaya Myat Gyi (2019–presente) (filho mais velho do príncipe Taw Phaya)

Outros pretendentes
- Príncipe Soe Win (1947–presente) (filho mais velho do príncipe Taw Phaya Gyi, irmão mais velho do príncipe Taw Phaya)